# Saison 10 de New York, police judiciaire
Chronologie
Saison 9 Saison 11
La dixième saison de New York, police judiciaire, série télévisée américaine, est constituée de vingt-quatre épisodes, diffusée du 22 septembre 1999 au 24 mai 2000 sur NBC.

## Distribution

### Acteurs principaux
- Jerry Orbach : détective Lennie Briscoe
- Jesse L. Martin : détective Ed Green
- S. Epatha Merkerson : lieutenant Anita Van Buren
- Sam Waterston : premier substitut du procureur Jack McCoy
- Angie Harmon : substitut du procureur Abbie Carmichael
- Steven Hill : procureur Adam Schiff

## Épisodes

### Épisode 1:Meurtre à Central Park
- États-Unis : 22 septembre 1999 sur NBC

### Épisode 2:L'Incontrôlable
- États-Unis : 29 septembre 1999 sur NBC

### Épisode 3:Madame le juge
- États-Unis : 6 octobre 1999 sur NBC

### Épisode 4:Fusion
- États-Unis : 13 octobre 1999 sur NBC

### Épisode 5:Justice en danger
- États-Unis : 10 novembre 1999 sur NBC

### Épisode 6:Marathon
- États-Unis : 17 novembre 1999 sur NBC

### Épisode 7:Harcèlement
- États-Unis : 24 novembre 1999 sur NBC

### Épisode 8:Le Carnet
- États-Unis : 1er décembre 1999 sur NBC

### Épisode 9:Le Soleil couchant
- États-Unis : 15 décembre 1999 sur NBC

### Épisode 10:Irresponsabilité
- États-Unis : 5 janvier 2000 sur NBC

### Épisode 11:Les Oubliés
- États-Unis : 26 janvier 2000 sur NBC

### Épisode 12:Lait maternel
- États-Unis : 9 février 2000 sur NBC

### Épisode 13:Bouleversement
- États-Unis : 16 février 2000 sur NBC

### Épisode 14:Une famille intouchable
- États-Unis : 18 février 2000 sur NBC

### Épisode 15:Les Fous d'amour
- États-Unis : 23 février 2000 sur NBC

### Épisode 16:L'Abuseur abusé
- États-Unis : 1er mars 2000 sur NBC

### Épisode 17:Visite guidée à Harlem
- États-Unis : 22 mars 2000 sur NBC

### Épisode 18:Coup de théâtre
- États-Unis : 5 avril 2000 sur NBC

### Épisode 19:Épouses soumises
- États-Unis : 26 avril 2000 sur NBC

### Épisode 20:Le Premier Amendement
- États-Unis : 3 mai 2000 sur NBC

### Épisode 21:Tous esclaves
- États-Unis : 10 mai 2000 sur NBC

### Épisode 22:Délits d'initiés
- États-Unis : 17 mai 2000 sur NBC

### Épisode 23:Aller sans retour
- États-Unis : 24 mai 2000 sur NBC

### Épisode 24:Un passé encombrant
- États-Unis : 24 mai 2000 sur NBC